# Tatjana Thomas
Tatjana Thomas (* 20. Jahrhundert in Ost-Berlin) ist eine deutsche Schauspielerin und Synchronsprecherin.

## Leben
Tatjana Thomas wuchs als Tochter des Schauspielers Jochen Thomas und der Tänzerin Lore Grass in Ost-Berlin auf.
Sie absolvierte von 1982 bis 1986 eine professionelle Schauspielausbildung an der Hochschule für Schauspielkunst Ernst Busch. Als Bühnendarstellerin stand sie in mehreren Theaterstücken auf der Bühne, wie beispielsweise am Maxim Gorki Theater. Von 1986 bis 1994 war sie als festes Ensemblemitglied am Kleist-Theater Frankfurt (Oder) engagiert. Bis zum Jahr 1989 wirkte sie als Schauspielerin vor der Kamera in einigen Film-und-Fernsehproduktionen mit, darunter auch an der Seite ihres Vaters. Seit den 1990er-Jahren ist sie umfangreich als Synchronsprecherin tätig. Seit einigen Jahren ist sie zudem als Dozentin an verschiedenen Schauspielschulen in Berlin tätig.
Tatjana Thomas ist mit dem Synchronsprecher und Musiker Erich Räuker verheiratet. Der gemeinsame Sohn Oscar Räuker (* 1998) ist ebenfalls als Synchronsprecher tätig.

## Filmografie
- 1985: Ete und Ali
- 1986: Männerwirtschaft
- 1987: Wie die Alten sungen…
- 1987: Schauspielereien (Fernsehserie, 1 Folge)
- 1989: Tierparkgeschichten (Fernsehserie)

## Hörspiele (Auswahl)
- 1979: Norbert Nieczerowski: Cornelia und andere – Mädchengeschichten: Manchmal ist man froh, wenn mann reden kann (Mädchen) – Regie: Achim Scholz (Original-Hörspiel, Kurzhörspiel – Rundfunk der DDR)
- 1980: Federico García Lorca: Bluthochzeit (Mädchen) – Regie: Achim Scholz (Hörspielbearbeitung – Rundfunk der DDR)

Quelle: ARD-Hörspieldatenbank